# 田庄镇 (黄陵县)
田庄镇，是中华人民共和国陕西省延安市黄陵县下辖的一个乡镇级行政单位。
2011年，候庄乡被撤销，辖境并入田庄镇。

## 行政区划
田庄镇下辖以下地区：
田庄街社区、田庄村、东村、强河村、南联村、安沟村、梁峁村、刘家沟村、田河村、月子塬村、杨窑科村、西石狮村、东石狮村、洞咀村、西王河村、南巨头村、北巨头村、社地村、候庄村、故邑村、曹洼村、韩庄村、土桥村、原畔村、郗村、桥沟村、阎原村、贾塬村、店子湾村、寇家湾村、寇家河村、刘家河村和五角地村。